# Infanzia

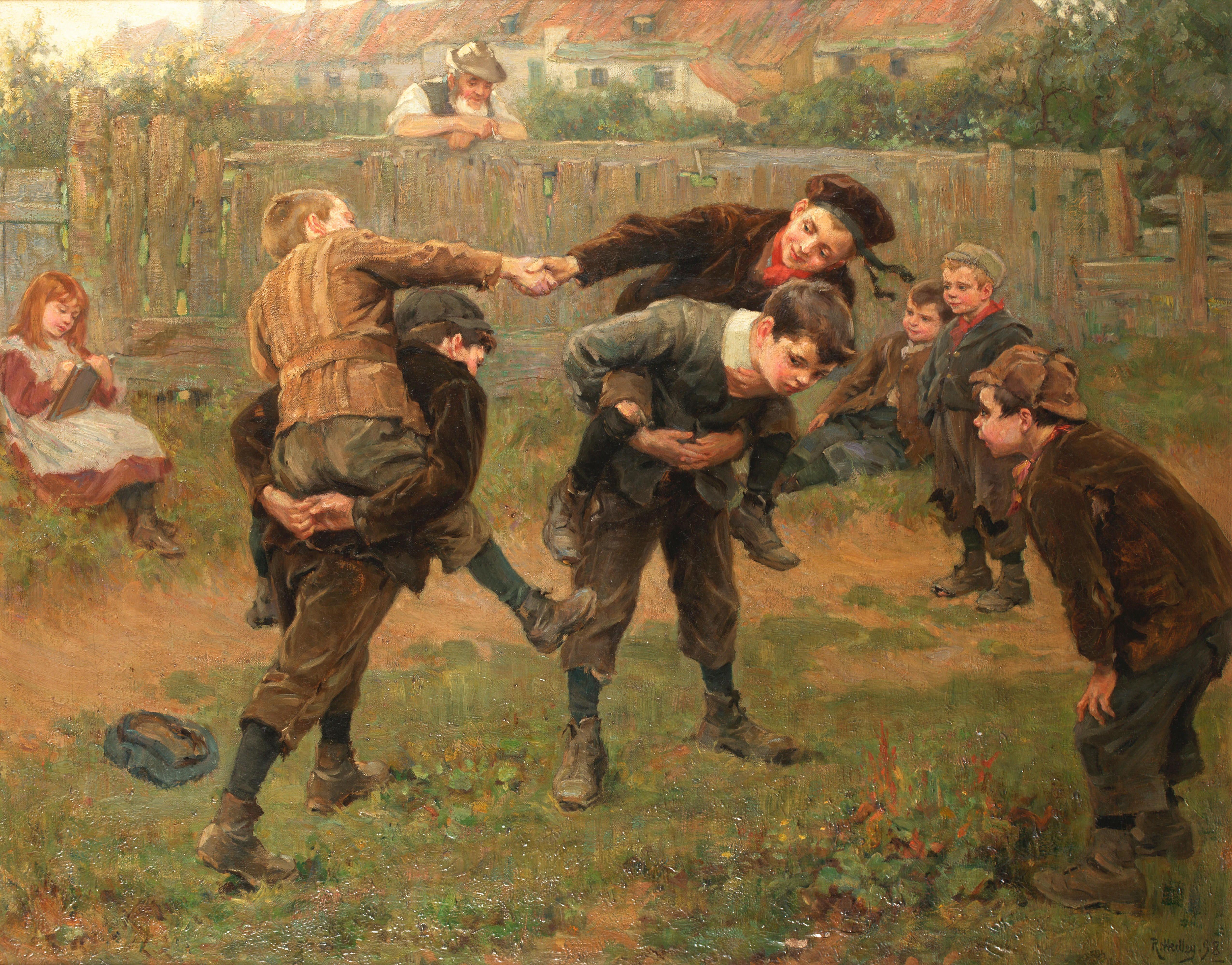
Giochi d'infanzia (Ralph Hedley, The Tournament, 1898)

L’infanzia è il periodo della vita di un individuo umano che inizia con la nascita e termina con la preadolescenza.

## Etimologia
Il termine infante deriva dal latino infans, che significa 'muto', 'che non può parlare'. Il termine infans deriva dal verbo fari, presente nel latino arcaico e prima ancora nel greco antico φημί (fēmì), con il medesimo significato di parlare (contenuto nella radice fa-/fe-), soprattutto in senso solenne. Congiunto al prefisso in, che in latino ha valore di negazione, il termine descrive appunto quella situazione in cui si è impossibilitati a parlare. In passato, infatti, questo termine si riferiva esclusivamente al periodo intercorrente tra la nascita e la comparsa del linguaggio. Solo successivamente, per estensione, questo termine ha assunto anche il significato di periodo della vita di un individuo fino all'insorgenza dei primi segni della pubertà.

## Significato nella storia

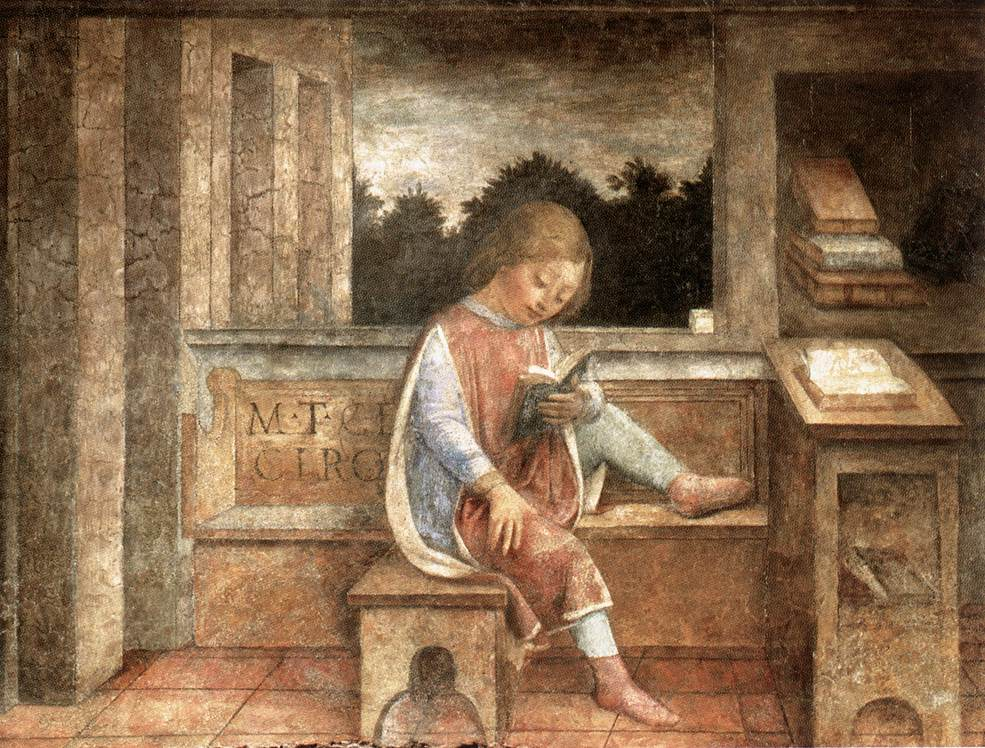
Vincenzo Foppa, Fanciullo che legge Cicerone (1464), Wallace Collection, Londra

Data l'etimologia della parola, il termine era in passato utilizzato esclusivamente per identificare quel periodo della vita di un individuo che va dalla sua nascita al pieno utilizzo della ragione: per questo motivo fino al Medioevo il periodo dell'infanzia si riteneva terminasse intorno ai 7 anni di età del bambino.

## Durata dell'infanzia
Il periodo dell'infanzia dura all'incirca dalla nascita fino ai 13 anni di età. Vengono individuate tre fasi:
- prima infanzia: fino ai 2 anni, periodo in cui i bambini possono frequentare l'asilo nido oppure restare con i genitori;
- seconda infanzia: dai 3 ai 6 anni, periodo in cui i bambini possono frequentare la scuola dell'infanzia che non è ancora obbligatoria;
- terza infanzia: dai 6 anni fino all'inizio dello sviluppo puberale, periodo in cui i bambini hanno l'obbligo di istruzione, generalmente con l'ingresso in una scuola o, per scelta dei genitori, in istruzione parentale.

## Prospettive culturali
Nell’immagine dell’infanzia possono esservi varie differenze tra le varie culture. Al riguardo sono stati proposti due modelli di culture fra i tanti possibili:
- culture individualistiche, enfatizzerebbero l'indipendenza dell'individuo. I bambini vengono educati all'autonomia, all'assertività e alla realizzazione personale. Ad essa apparterrebbero i paesi occidentali, in particolare gli Stati Uniti.[4]
- culture collettivistiche, enfatizzerebbero la dipendenza reciproca. I bambini sono educati ad apprezzare la lealtà, la fiducia e la collaborazione e sono portati ad anteporre la conformità sociale agli obiettivi individuali. Questa sarebbe maggiormente presente nelle nazioni asiatiche e nelle società africane.[4]

Anche nel corso della storia sarebbero stati adottati approcci diversi a seconda delle epoche. Nel Medioevo sarebbe prevalsa una concezione del bambino come adulto in miniatura. La visione del bambino come vittima si rifarebbe pure all'epoca antica e medioevale. Oggi invece il bambino sarebbe teoricamente un essere con dei diritti e un proprio status.

### Difesa dell'infanzia
Nel periodo dell'infanzia, esistono numerose fonti di rischio per il corretto sviluppo del bambino. In questo periodo, infatti, si generano la maggior parte delle condizioni che determineranno la corretta formazione di un individuo sano. A titolo di esempio, nel periodo dell'infanzia si può sviluppare una serie di problematiche relative al non corretto sviluppo psicosessuale. 
Ulteriore rischio degno di nota per la buona crescita dell'individuo è la pedofilia. Un bambino che è stato vittima di abusi sessuali, infatti, potrebbe avere problemi notevoli nel rapportarsi al sesso in età adulta, oltre al trauma psicologico che segue immediatamente l'atto di violenza.
Un altro problema proprio del periodo infantile, ma tuttora mantenuto quasi esclusivamente nelle aree sottosviluppate dei paesi poveri, è il lavoro infantile. Quest'ultima è una situazione problematica in quanto nega di fatto quel diritto all'infanzia che dovrebbe essere proprio di ogni bambino.
In questi paesi esiste anche un'ulteriore problematica relativa all'infanzia: la mortalità infantile. I bambini, infatti, a causa della loro minore resistenza alle avversità, sono spesso le principali vittime di condizioni di vita pessime.
Nel 1874 fu istituito a New York la prima società per la prevenzione della crudeltà verso i bambini mutuata dalla precedente società per la protezione degli animali.
Per regolamentare quest'ambito ponendo particolare attenzione alla difesa dell'infanzia, sul piano internazionale è stato stipulata una convenzione delle nazioni unite chiamata Convenzione Internazionale sui diritti dell'Infanzia
Sempre in ambito internazionale le nazioni unite hanno al loro interno un'agenzia specifica per i problemi relativi all'infanzia: il Fondo delle Nazioni Unite per l'Infanzia (UNICEF).
Prima del '900, il bambino era percepito come un individuo da rendere adulto il prima possibile e non era valorizzato questo periodo della vita. A seconda della classe sociale le visioni erano diverse, per quanto riguarda le classi più agiate il bambino era circondato da parenti che avevano un ruolo ben definito nella sua vita mentre nelle classi contadine o proletarie, oltre all'elevato grado di mortalità infantile, nella maggior parte dei casi fin dai primi anni di vita l'infante era spinto a lavorare.
La crescente necessità di avere una classe operaia specializzata e il bisogno di creare senso nazionale spinse lo stato ad investire sull'istruzione pubblica, posticipando l'entrata nel mondo del lavoro per i giovani. Alcuni pensatori del socialismo umanitario (Proudhon, Fourier) sostenevano che l'infanzia andasse salvata. Fin dai tempi di Rousseau, l'infanzia era vista nella letteratura come un momento d'innocenza. Contro questa posizione si schierò Freud che cercò di dimostrare come nel bambino vi fossero i germi di tutte le perversioni dell'età adulta.